# Christian Laumond
Pas d'image ? Cliquez ici

a Compétitions nationales et continentales officielles uniquement.

b Matchs officiels uniquement.
Christian Laumond, né le 18 mai 1955 à La Bastide-l'Évêque (Aveyron), est un joueur français de rugby à XIII au poste de centre.
Il découvre le rugby à XIII dans son lycée Saint-Joseph de Villefranche-de-Rouergue. Il intègre ensuite le club de Villefranche qui évolue en première division du Championnat de France dans les années 1970. Bien que le club ne joue pas les premières places du Championnat, il est régulièrement appelé en équipe de France prenant part à la Coupe d'Europe des nations en 1979 et 1980. Il est notamment présent lors des victoires françaises lors de la Tournée de l'équipe d'Australie en 1978.

## Biographie

### Jeunesse villefranchoise
Il découvre le Rugby à XIII à partir de la 2de au lycée Saint-Joseph de Villefranche-de-Rouergue avec son professeur André Andurand, lui-même joueur de rugby à XIII à Villefranche. Cette période des années 1965 et 1975 coïncide pour ce lycée avec de brillants résultats sportifs dont sont issus également Guy Lacombe (football), Drissa Dié (basket-ball) et Francis Tranier (rugby à XIII).

### Carrière sportive à Villefranche XIII
À l'âge de 17 ans en 1972, il intègre le club de Villefranche XIII et rapidement devient, malgré son jeune âge, titulaire au poste de centre de cette équipe entraînée par l'ancien international Yves Bégou.

### Ultime saison à Tonneins
En 1980, il rejoint avec Francis Tranier le club de Tonneins et participe à une demi-finale de Coupe de France, perdue 3-21 contre le XIII Catalan.
Après sa carrière sportive, il est devenu agent immobilier.

### Carrière internationale
En 1978 à vingt-trois ans, il connaît ses premières sélections en équipe de France. En fin d'année 1978, l'Australie organise une tournée sur le continent européen et affronte la France à deux reprises. Laumond y est titulaire au centre et prend part aux deux victoires françaises, 13-10 le 26 novembre 1978 à Carcassonne et  11-10 le 10 décembre 1978 à Toulouse, il s'agit des deux dernières victoire de la France sur l'Australie depuis.
Il ne prend jamais part à une tournée de l'équipe de France en raison de son activité professionnelle de quincaillerie, les joueurs n’étant alors pas dédommagés.

## Détails

### En sélection

#### Coupe d'Europe
| Édition | Rang | Résultats France | Résultats Laumond | Matchs Laumond |
| ------- | ---- | ---------------- | ----------------- | -------------- |
| 1979    | 2e   | 1 v, 0 n, 1 d    | 1 v, 0 n, 1 d     | 2/2            |
| 1980    | 2e   | 1 v, 0 n, 1 d    | 1 v, 0 n, 1 d     | 2/2            |

Légende : v = victoire ; n = match nul ; d = défaite.

#### Détails en sélection
| 1.  | 26 novembre 1978 | Australie            | 13-10 | Tournée        | Centre     | - | - | - | - |
| 2.  | 10 décembre 1978 | Australie            | 11-10 | Tournée        | Centre     | - | - | - | - |
| 3.  | 4 février 1979   | pays de Galles       | 15-8  | Coupe d'Europe | Centre     | - | - | - | - |
| 4.  | 24 mars 1979     | Angleterre           | 6-12  | Coupe d'Europe | Centre     | - | - | - | - |
| 5.  | 14 octobre 1979  | Papouas.-Nlle-Guinée | 16-9  | Test-match     | Centre     | - | - | - | - |
| 6.  | 28 octobre 1979  | Papouas.-Nlle-Guinée | 15-2  | Test-match     | Centre     | - | - | - | - |
| 7.  | 26 janvier 1980  | pays de Galles       | 21-7  | Coupe d'Europe | Centre     | - | - | - | - |
| 8.  | 16 mars 1980     | Angleterre           | 2-4   | Coupe d'Europe | Centre     | - | - | - | - |
| 9.  | 23 novembre 1980 | Nouvelle-Zélande     | 6-5   | Test-match     | Centre     | - | - | - | - |
| -.  | 31 juillet 1982  | Grande-Bretagne      | 8-7   | Exhibition     | Centre     | - | - | - | - |
| 11. | 5 décembre 1982  | Australie            | 4-15  | Test-match     | Remplaçant | - | - | - | - |
| 12. | 18 décembre 1982 | Australie            | 9-23  | Test-match     | Centre     | - | - | - | - |